# 尾澤正毅
尾澤 正毅（おざわ まさき、1936年 - 2010年）は、日本の彫刻家、教育者、教育学者（美術教育）。福井大学名誉教授。姓の「澤」は「沢」の旧字体のため、新字体で尾沢 正毅（おざわ まさき）と表記されることもある。
東京都公立高等学校講師、福井大学教育学部教授、福井大学教育地域科学部教授などを歴任した。

## 概要
長野県出身の彫刻家である。東京芸術大学美術学部を卒業後、彫刻家として活動した。また、並行して、東京都の公立高等学校にて非常勤で教鞭を執った。のちに福井大学に奉職し、教育学部にて助教授や教授を務め、さらに教育地域科学部の教授を務めるなど、後進の育成にも力を注いだ。2005年の国民文化祭では彫刻部門の審査員を務めており、福井県立美術館では実技講座専門彫刻の講師を務めるなど、地域社会の芸術の振興にも力を尽くした。

## 来歴

### 生い立ち
1936年、長野県にて生まれた。長野県上田松尾高等学校にて学んだ。長野県上田松尾高等学校を53期生として卒業した。その後、上京して東京芸術大学に進学し、美術学部の彫刻科にて学んだ。大学では同級生の横澤英一らとともに、石井鶴三の門下となった。

### 彫刻家として
大学卒業後は彫刻家として活動した。新垣純一、岩村守、大里八郎、喜屋武貞男と五人展を開くなど、精力的に活動した。また、東京都の公立高等学校にて、講師を非常勤で務めていた。
その後、福井大学に常勤の教官として採用され、教育学部の助教授に就任した。のちに教育学部の教授に昇任した。なお、1999年には教育学部が教育地域科学部に改組されたが、引き続き勤務した。福井大学では24年間に渡って教鞭を執り、後進の育成に尽くした。なお、広島市立大学、愛知県立芸術大学、といった他の教育・研究機関においても、講師を非常勤で兼任した。2002年3月、福井大学を退職した。退職に際して、福井大学より名誉教授の称号が授与された。
なお、福井県の芸術振興にも尽力した。1996年から2002年にかけて、福井県立美術館にて実技講座専門彫刻の講師を務めた。福井大学を退職してからも福井県を度々訪れ、「市美展ふくい」や「福井市彫刻のある街づくり」などに携わった。2005年に福井県で開催された国民文化祭では、彫刻部門において雨宮敬子、加藤昭男、中原佑介、林武史とともに5名の審査員のうちの一人として名を連ねた。また、長野県の芸術振興にも尽力した。出身地である上田市美術館建設研究委員会にて、荒井潤、太田圭、金子敏彦、窪島誠一郎、佐藤悦夫、清水義博、橋詰昌義、米津福一とともに9名の委員の一人として名を連ねた。
2010年に死去した。

## 作風
専門は彫刻であり、石膏、ブロンズ、テラコッタなどで全身像や半身像などを制作していた。作風については、特に「『線』と『奥行き』にこだわって制作した」と評されている。数多くの作品が公共の場にも設置されており、福井県においては、福井大学教育学部附属義務教育学校、鯖江市東陽中学校、といった学校などに常設されている。
長野県においては、母校である長野県上田松尾高等学校の流れを汲む長野県上田高等学校に、『向』と題したブロンズ像が設置されている。これは、同校の48期生が卒業30周年を機にブロンズ像の寄贈を計画し、後輩である尾澤に制作を打診したものである。その際、意気に感じた尾澤は母校のため無償で請け負ったため、48期生は鋳造費と据付費の実費のみ支払い、1980年11月22日に除幕式が行われた。また、出身地である上田市役所には、『清清』と題した像が設置されている。これは、上田ライオンズクラブがブロンズ像の寄贈を計画し、尾澤に制作を依頼したものであり、1989年9月26日に除幕式が行われた。
作品は上田市政施行70周年記念事業のアートフェスティバルにて展示されたこともあるが、没後に大規模な遺作展が青木村郷土美術館にて開催された。福井市美術館においても、遺作展が開催された。福井県立美術館においても、没後に「福井の彫刻・立体――尾澤正毅の世界」と題したテーマ展が開催されるとともに、横澤英一、水谷たき、余座正之による「彫刻とは何か?――尾澤正毅が問い続けた仕事」と題した座談会が開催された。

## 研究
専門は教育学であり、特に美術教育といった分野の研究に従事した。福井県における美術教育について実地調査や研究を行い、論文等で発表している。

## 人物
姓は「尾澤」であるが、標準漢字表や当用漢字表の導入により「澤」は「沢」の旧字体となったため、俗に「尾沢」と表記されることも多い。論文などでも表記に揺れがある。なお、「小澤」や「小沢」と表記されることもあるが、これらは明らかに誤字である。

## 略歴
- 1936年 - 長野県にて誕生。
- 1955年 - 長野県上田松尾高等学校卒業[4]。
- 2002年 - 福井大学退職[3]。
- 2010年 - 死去[3]。

## 著作

### 編纂
- 尾沢正毅編『尾沢正毅作品選』尾沢正毅、2002年。

### 論文
- 尾沢正毅稿「『古式塑像』によせて」『心』34巻7-8号、心編集委員会、1981年7月、104-105頁。NCID AN00344732
- 尾沢正毅ほか稿「福井県の窯を用いた美術教育の現状についての考察」『福井大学教育学部紀要』6部、14号、福井大学教育学部、1996年、1-25頁。ISSN 13412884
- 尾澤正毅ほか稿「学校教育における立体表現（彫刻等）の可塑性素材の使用について――福井県内を調査して」『福井大学教育実践研究』22号、福井大学教育学部附属教育実践研究指導センター、1997年、331-347頁。ISSN 13427261
- 尾澤正毅ほか稿「中学校における『彫り』を伴う立体構造活動の実施上の問題点と今後の方向性に関する考察――福井県内の中学校の調査より」『福井大学教育実践研究』24号、福井大学教育学部附属教育実践研究指導センター、1999年、115-134頁。ISSN 13427261
- 尾澤正毅稿「自己を拓き、ともに生きる力を育む――総合学習と教科学習をつなぐ探究・表現・練り合いの力」『初等教育資料』739号、東洋館出版社、2001年7月、265-271頁。ISSN 04465318

## 主な作品
- 尾澤正毅作『向』1980年[4]。
- 尾澤正毅作『女83-1』1983年。
- 尾澤正毅作『胸像SF-84』1984年[3]。
- 尾澤正毅作『清清』1989年[7]。

### 註釈
1. ↑  長野県上田松尾高等学校は、のちに長野県上田高等学校の源流の一つとなった。

## 関連人物
- 雨宮敬子
- 石井鶴三
- 加藤昭男
- 中原佑介

## 関連文献
- ART BOXインターナショナル出版編集部企画・編集『現代日本の彫刻』1巻、ART BOXインターナショナル、2005年。ISBN 4872987187